# Іклод (Клуж)
Іклод (рум. Iclod) — село у повіті Клуж в Румунії. Входить до складу комуни Іклод.
Село розташоване на відстані 334 км на північний захід від Бухареста, 27 км на північний схід від Клуж-Напоки.

## Населення
За даними перепису населення 2002 року у селі проживали 1844 особи.
Національний склад населення села:
| Національність | Кількість осіб | Відсоток |
| -------------- | -------------- | -------- |
| румуни         | 1818           | 98,6%    |
| угорці         | 25             | 1,4%     |

Рідною мовою назвали:
| Мова      | Кількість осіб | Відсоток |
| --------- | -------------- | -------- |
| румунська | 1823           | 98,9%    |
| угорська  | 21             | 1,1%     |